# Imposta (arquitetura)

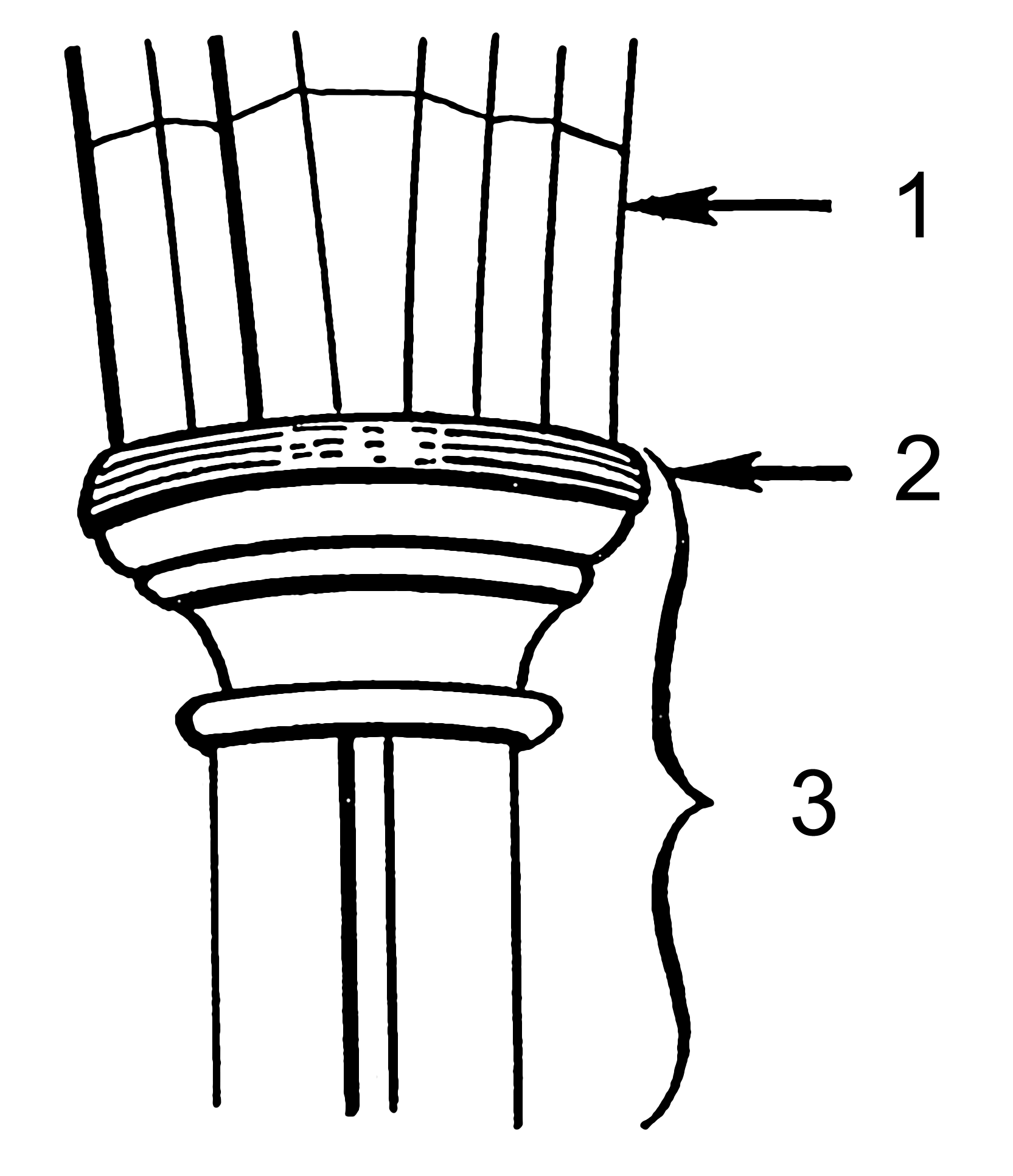
1. Arco 2. Imposta 3. Coluna

Em arquitetura, uma imposta é a projeção prismática ou fileira de permianos na forma dum capitel rudimentar que se projeta de uma parede e sobre o qual repousa um arco ou abóbada. É um bloco saliente apoiado no topo de uma coluna ou embutido numa parede, servindo como base para a saimel ou aduela inferior de um arco.  A faixa saliente na parede externa de um edifício que indica a divisão dos andares também é chamada de imposta. Pode ser chamada de imposta contínua ou cincho.